# 澳門新葡京酒店
澳門新葡京酒店（葡萄牙語：Hotel Grande Lisboa）是位於澳門葡京路端的一間賭場酒店，酒店正門向著嘉樂庇總督大橋（舊澳氹大橋），由澳門旅遊娛樂有限公司所持有及營運。酒店設賭場及角子機娛樂場，由澳門博彩股份有限公司所營運。新葡京娛樂場於2007年2月11日落成，並由澳門行政長官何厚鏵主持開幕啟用儀式。而新葡京酒店於2008年落成並於同年12月17日開幕，成為繼澳門旅遊塔後第二高的建築物，亦是在澳門首間打造「七星級」的五星級酒店，提供430間客房。
新葡京酒店所處的區域附近開設有不少賭場或角子機娛樂場，如永利澳門，旁邊則與葡京酒店相鄰，並設有天橋連接葡京以至金碧娛樂場。

## 設施

### 賭場
赌场叫作新葡京娱乐场，分为四个楼层，合共设有240张赌桌及750部角子机，主要游戏楼层设有10个贵宾厅并提供超过140张百家乐赌枱。

### 天巢法國餐廳
澳門米其林指南三星食府天巢法國餐廳是明星大廚喬爾·侯布匈在港澳區的旗艦餐廳，前身為Robuchon a Galera。該餐廳連續十二年拿下米其林指南三星殊榮，乃全澳唯一一所食肆達成。招牌菜有黑松露碎配蒸蛋與蘆筍。餐廳八成食材由法國進口，每月更換菜單。一般需要提早兩星期預訂桌子。

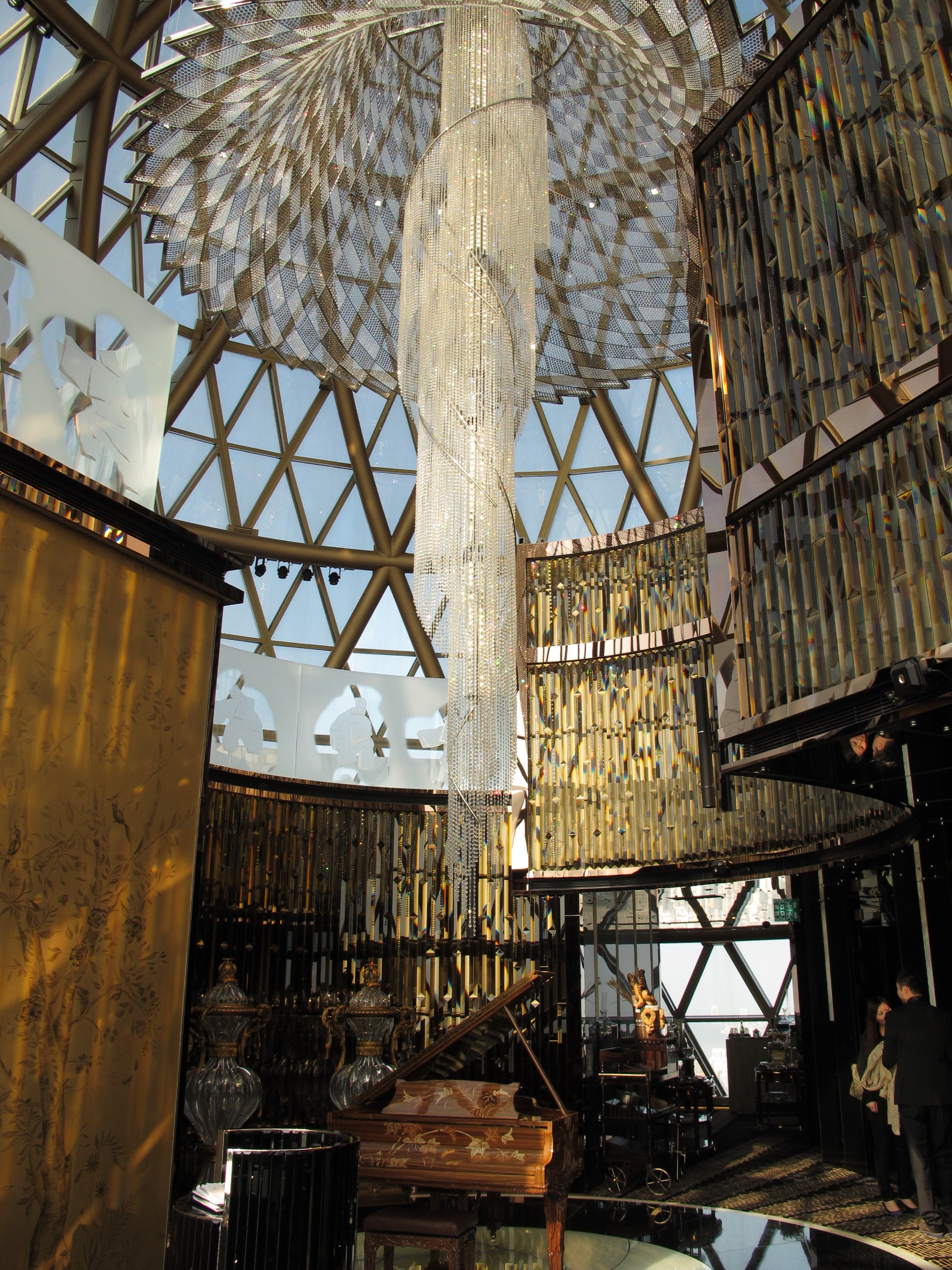
天巢法國餐廳

## 工程
整個工程造價44億澳門元，地盤面積約12,000平方米，建築面積約135,000多平方米。落成之後成為澳博之旗艦娛樂場。整個工程劃分為3期完成：
- 第1期
  - 蛋狀鑽石裙樓，面向葡京酒店，面積38,000平方米，地庫1樓、地面、2-4樓主要是娛樂場及6間餐廳，地庫還包括停車場，和葡京酒店以行人天橋及隧道連接，已於2007年2月11日開幕，賭場暫設240張賭檯及340台角子機；
- 第2期
  - 即呈蓮花狀酒店大樓部分，背靠澳門葡文學校，上闊下窄設計，樓高258米，共52層，提供420間客房，會所、附設餐廳、品牌商店、宴會廳、酒店大堂等。為澳門最高大廈及澳門第二高建築物。
- 第3期
  - 項目仍在構想階段，位於為毗鄰之澳門葡文學校現址。惟該學校新址數次更改至今尚無定案。

## 建築設計及特色
新葡京由香港劉榮廣伍振民建築師事務所設計，因此其設計及平面佈局與同一公司設計的香港河內道18號、爵悅庭（舊方案，不採用）有所相似，但較前二者展現得更狂放。而在天晴時，更可從香港龍鼓灘遠眺新葡京夜景。
外間對於新葡京酒店的整體建築的評價大多都與風水學說拉上關係，包括：
- 酒店外型有如火炬（有指寓意化解對面永利澳門之財氣）
- 賭場外圍尖刀狀裝飾（有指寓意大殺三方）
- 賭場內巨型變色蛋（有指寓意賭場會孵蛋，有聚客之意）
- 賭場內金錢狀射燈（有指寓意金錢壓頂）
- 賭場入賭檯之上網狀裝飾（有指寓意客人墮進蜘蛛，插翼難飛）

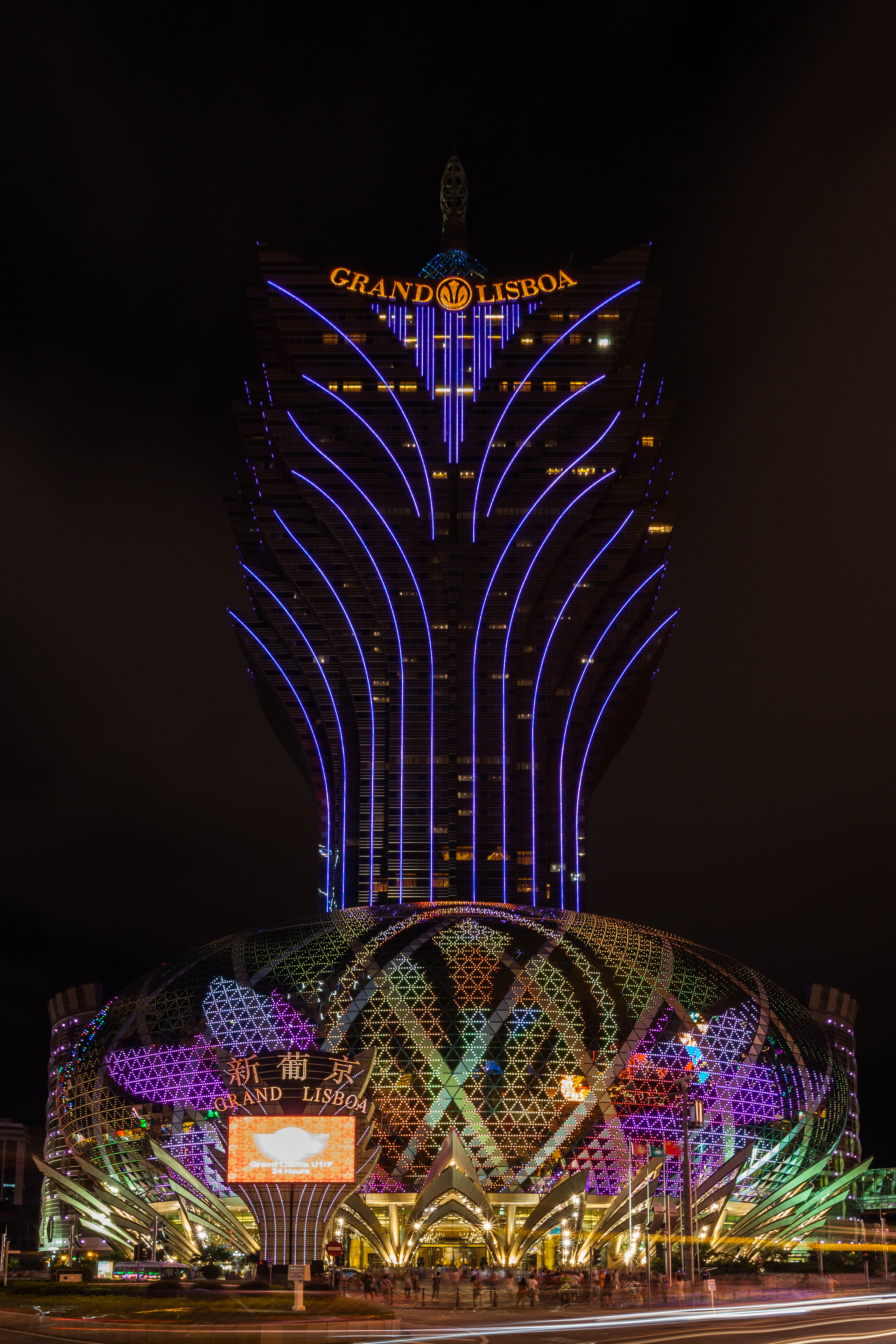
夜景

## 電影拍攝
電影曾前往新葡京娛樂場拍攝，主要是在尋找中國通緝犯。

## 事件
2014年10月5日凌晨，一名姓穆內地女子和澳門猛人細福，帶着過百名兇神惡煞大漢，闖入新葡京二樓的金麟貴賓會搞事。穆女聲稱被黃山騙去十一億，又要求該賭廳交出一名叫阿昌的賭客。他們喊打喊殺，不但阻止客人賭錢，還搶去職員的電話，恐嚇不能報警，否則會跟他們回家，氣氛緊張。翌日，金麟貴賓會老闆何大志返抵賭廳，和穆女會面，穆女除要求金麟貴賓會交出阿昌外，还要求何將金麟貴賓會交出來由她把持。雙方最後談不攏，那个賭廳便麻煩不斷。何大志向传媒批评道，大批黑社會分子大闹金麟貴賓會，管理新葡京的澳博保安竟然無出手阻止。另外，賭廳外更有司警長期駐守，名義是防止人搞事，但客人提取存款或賭錢都被帶回司法廳盤問，此舉嚴重影響賭廳收入。澳博職員回答传媒查询时，只稱會轉交有關部門跟進。后来，要员黄山出现再消失，对这生意也无补于事。以上冲突发生之前，穆女跟何大志谈过黄山相关债务的和解方案：让她的人带客人来赌，从中赚钱。后来该赌厅生意不境，穆女捞不到钱，才演变成上述局面。后来，金麟贵宾会扛不过多重冲击，倒闭了。
2015年1月，餐廳發生以平價酒偷龍轉鳳換走貴價酒事件。一名曾任職該餐廳酒吧部長的男子，以一批每支僅值百多元的平價酒貼上偽造招紙，成功將餐廳內五十支價值逾二百萬元，產自法國勃艮第產區頂尖酒莊的名酒換走，並在網上售出其中四十三支名酒，獲利逾一百萬港元。涉案人在2014年底離職，由於仍有被調換招紙的酒留在餐廳內，不久便東窗事發，涉案男子事後返回餐廳自首，案件轉交澳門司警處理。
2022年7月5日，澳門新型冠狀病毒感染應變協調中心公佈，該酒店內爆發COVID-19群聚感染，合共13人受感染，大部分為該酒店內的員工，該感染群組證實與“黑沙環新金華美食飯店群組”有關，懷疑有員工到飯店進餐時受感染。當天傍晚，政府跨部門對該酒店進行圍封，並一度列為封控區，直至7月10日解封。

## 鄰近
- 葡京酒店
- 澳門財富中心
- 永利澳門渡假村

## 圖集

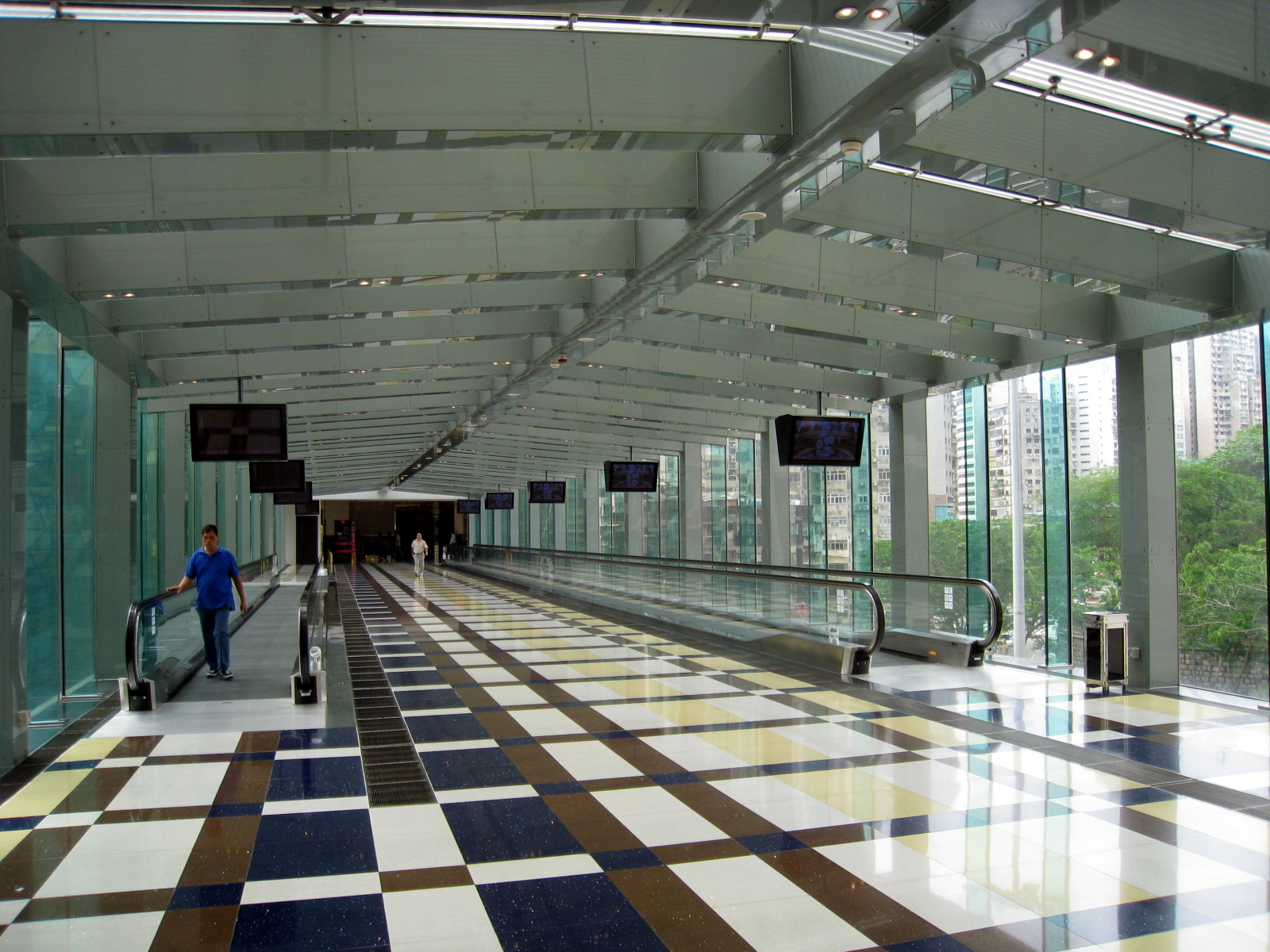
往新葡京的天橋
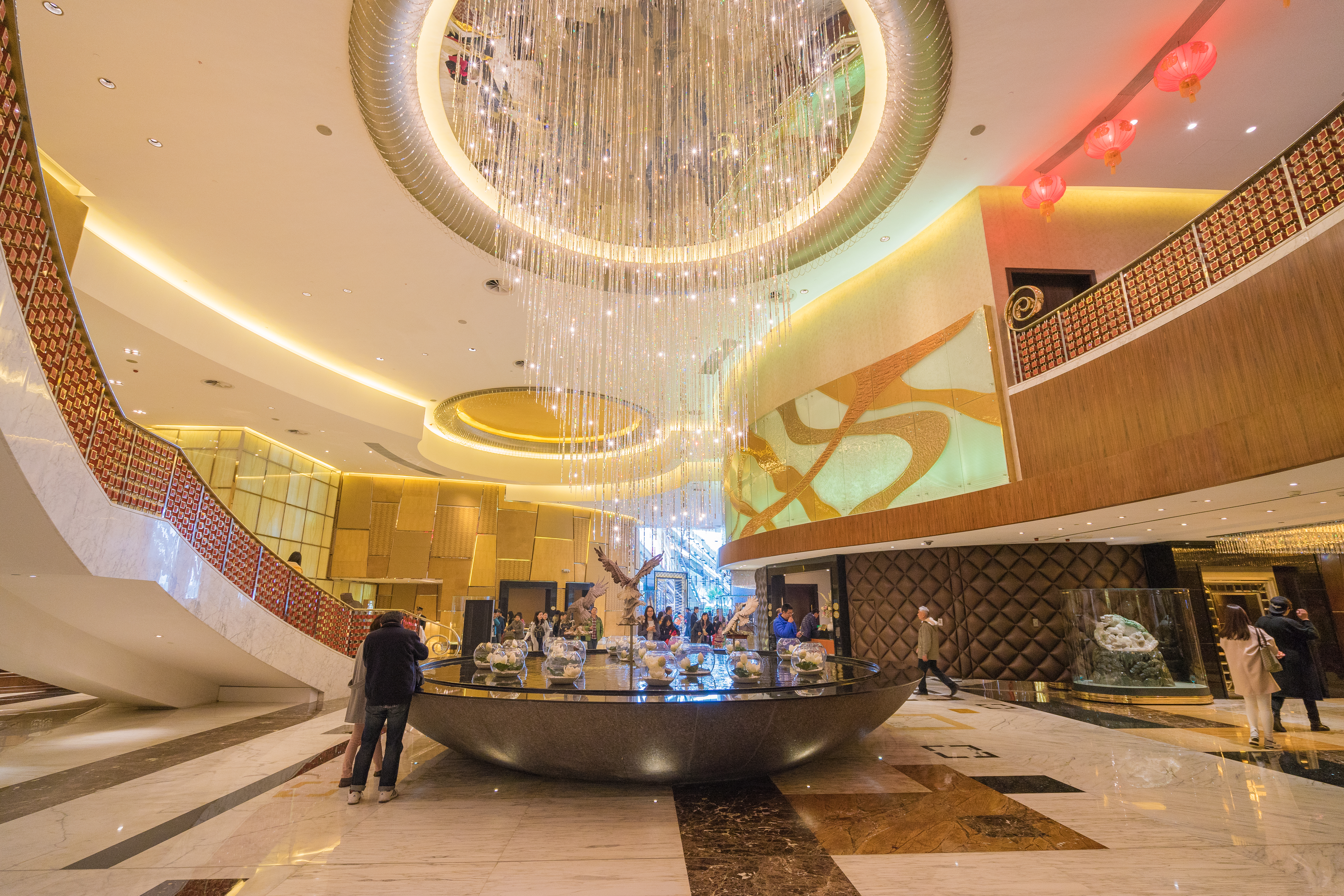
新葡京地下大堂的大燈
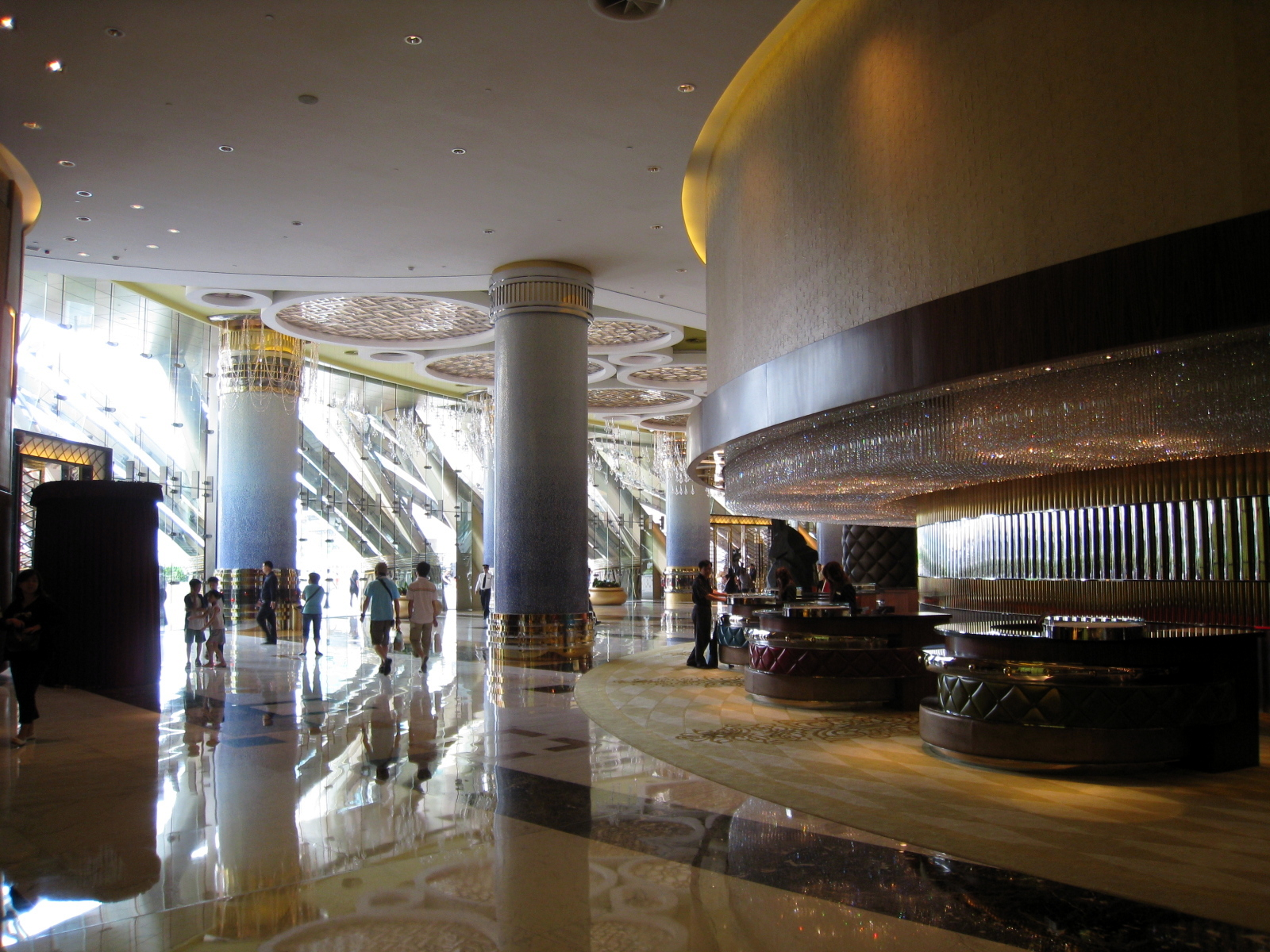
新葡京地下大堂（1）
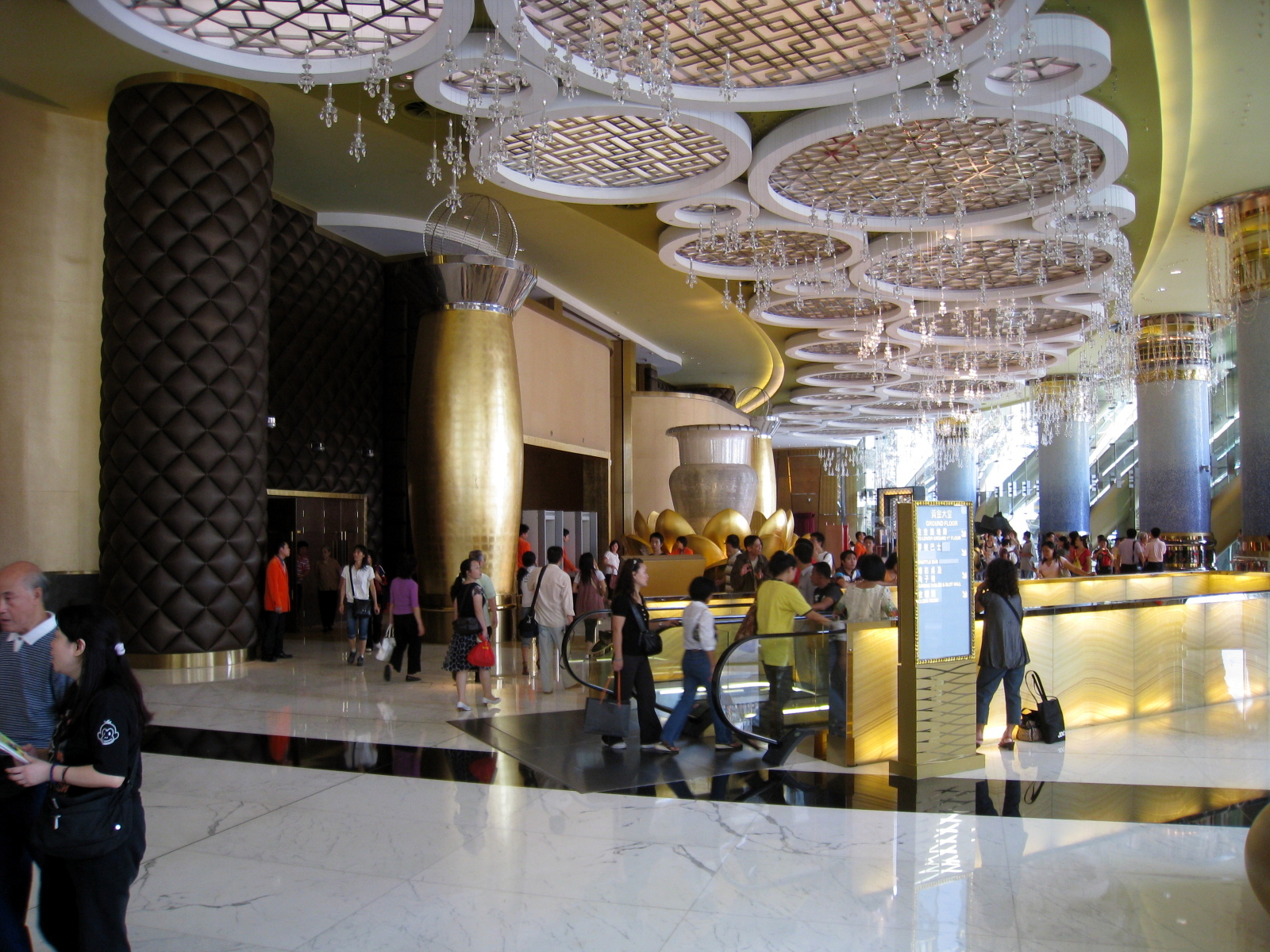
新葡京地下大堂（2）
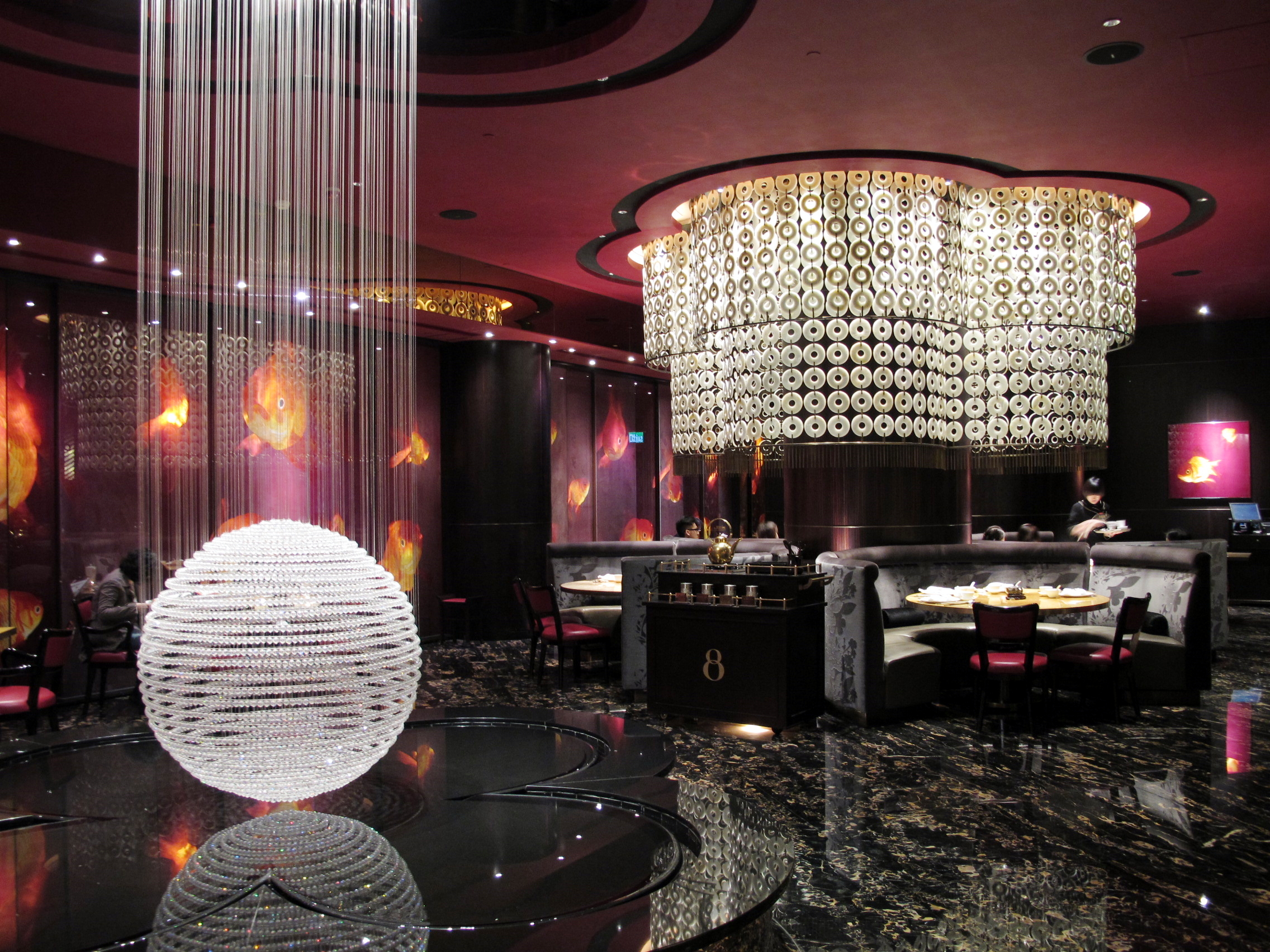
The Eight 8餐廳
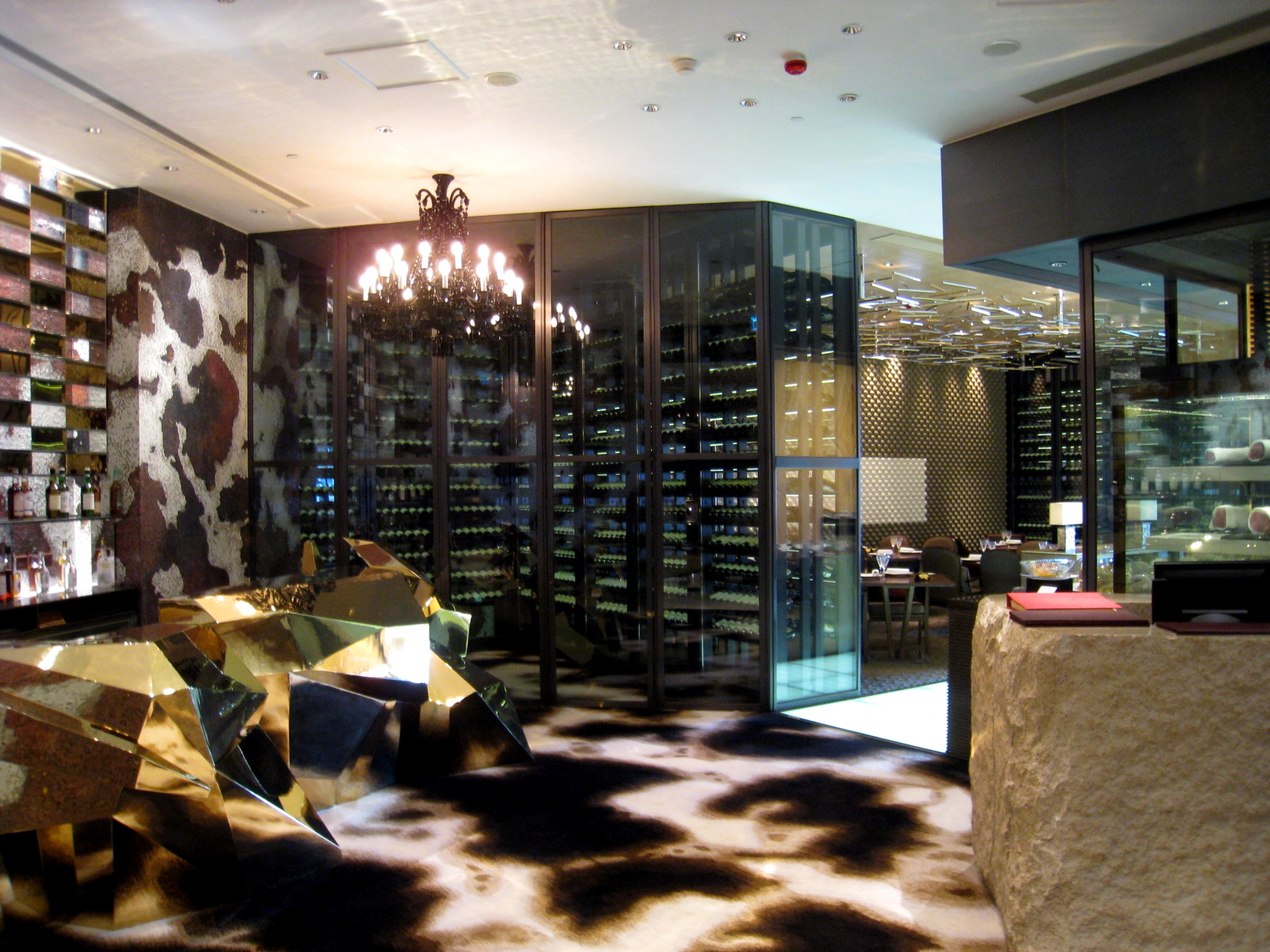
The Kitchen
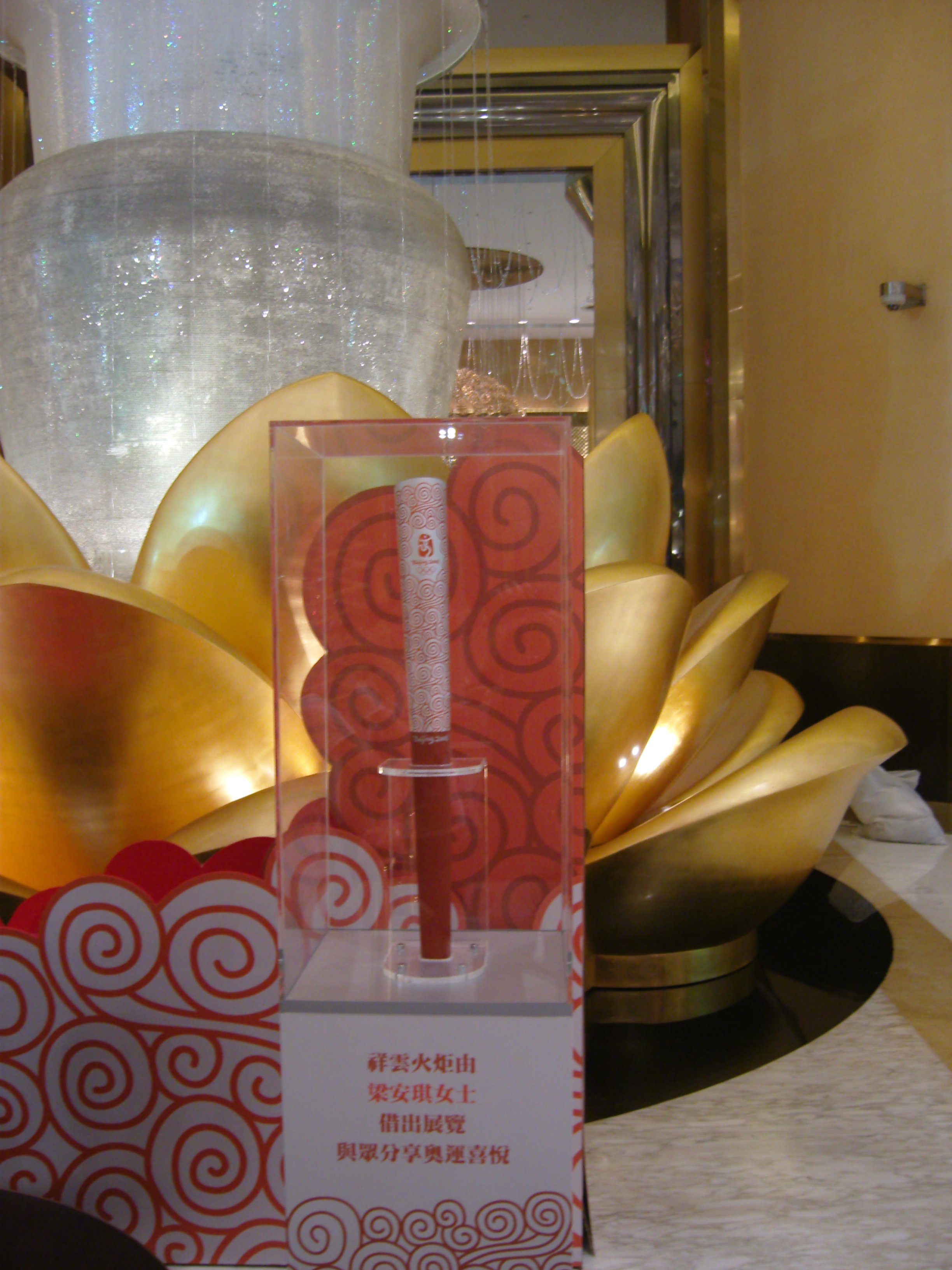
京奧前展示於新葡京地下大堂的奧運火炬
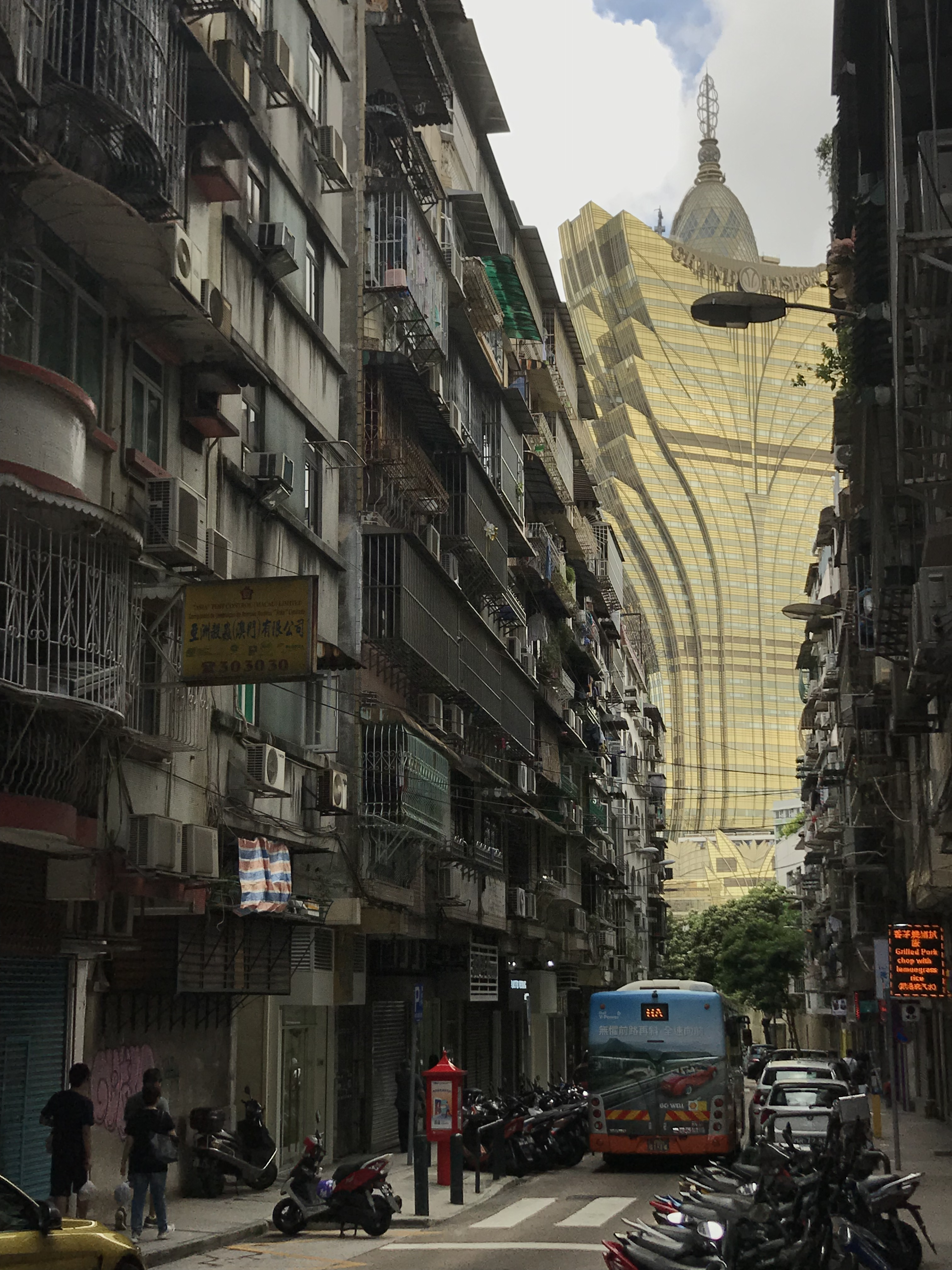
從東望洋新街望向新葡京

## 交通配套

### 自設交通
新葡京設有來往酒店與口岸的接駁專巴服務。接駁專巴服務設有以下3條路線：
- 新葡京酒店 ↔ 回力海立方 ↔ 關閘
- 新葡京酒店 ↔ 外港碼頭
- 新葡京酒店 ↔ 上葡京

### 公共交通
M68 葡京路（Av. Lisboa）
路線：9、9A
M172 亞馬喇前地（Praça Ferreira Amaral）
路線：2A、2AS、3A、3AX、3X、6B、7、8A、9、9A、11、21A、22、23、25、25AX、25B、26A、28A、29、32、33、39、50、50B、52、71、73、101X、H1、MT1、MT2、MT5、N1A、N1B、N2、N3、N5

### 跨境交通
- 橫琴-澳門跨境通勤專線（C2線）
  - 往：澳門威尼斯人（僅供上客）、新濠影匯（僅供上客）、橫琴口岸、金源國際廣場、橫琴國際商務中心、環島東路中（三一總部大廈）

## 外部連結
- 澳門新葡京酒店

22°11′26.4″N 113°32′35.1″E / 22.190667°N 113.543083°E